# Joris Luyendijk

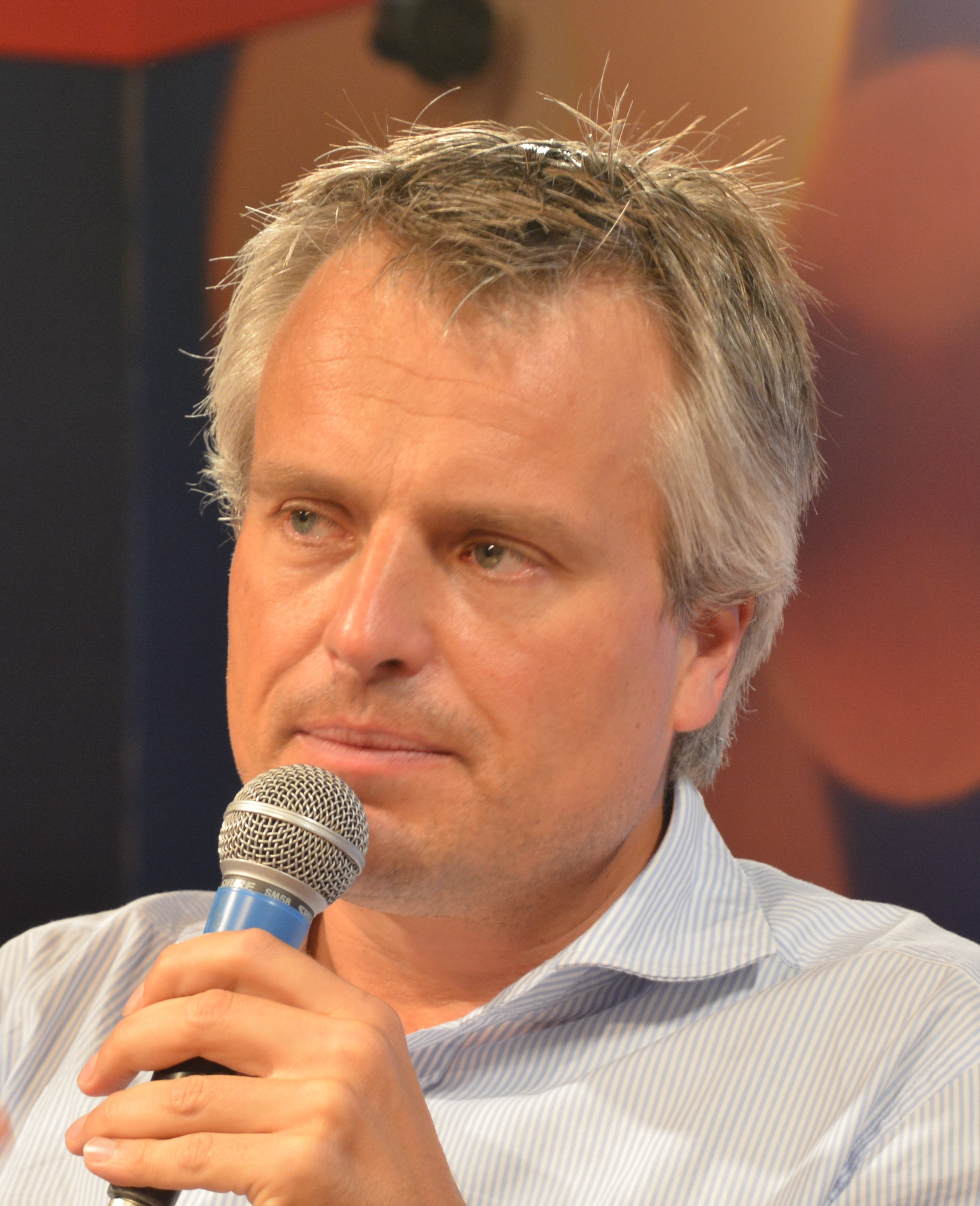
Joris Luyendijk, 2016

Joris Luyendijk (* 1971 in Amsterdam) ist ein niederländischer Sachbuchautor und Journalist.

## Leben
Joris Luyendijk studierte Sozialwissenschaften und Arabisch in Kansas, Amsterdam und Kairo. Sein erstes Buch Die Kinder der Midaq-Gasse. Ein Jahr Kairo (1998, Een goede man slaat soms zijn vrouw) beschreibt die ägyptische Gesellschaft aus westlicher Sicht und beruht auf Luyendijks Erfahrungen, die er während seiner Studentenzeit in Kairo gemacht hatte. Es sorgte auch wegen seines Originaltitels für Aufsehen, der übersetzt „Ein guter Mann schlägt manchmal seine Frau“ lautet, ein Ausspruch einer ägyptischen Studentin.
Als Auslandskorrespondent der Zeitungen de Volkskrant und NRC Handelsblad sowie der Rundfunkanstalt NOS berichtete er für diese zwischen 1998 und 2003 im Nahen Osten aus Ägypten, dem Libanon und Israel. Die dabei gewonnenen Erfahrungen beschreibt er medienkritisch in seinem 2006 erschienenen Buch Wie im echten Leben. Von Bildern und Lügen in Zeiten des Krieges (Het zijn net mensen), worin er aufzeigt wie wichtig es ist, die Nachrichten aus den Krisengebieten kritisch zu hinterfragen, da beispielsweise die gezeigten Fernsehbilder oft inszeniert sind und nicht immer die vorherrschende Stimmung wiedergeben. Er weist unter anderem auch darauf hin, dass Auslandskorrespondenten oft auch gar nicht an dem Ort sind, über den sie berichten, sondern in einem ganz anderen Land, so dass sie oft selbst nur wenig Bescheid wissen. Das Buch wurde in den Niederlanden ein großer Erfolg und verkaufte sich binnen eines Jahres 120.000 Mal, obwohl kaum Rezensionen darüber erschienen.
2006 erhielt Luyendijk den Pressepreis Dick Scherpenzeel Prijs.
2011 übernahm er eine Anstellung als Autor der britischen Tageszeitung The Guardian in London. Mit nur wenig Fachwissen startete er dort einen Blog über das von einer weltweiten Krise betroffene Finanzwesen, in dem er die Leser an seinem zunehmenden Erkenntnisgewinn teilhaben ließ. Die so gewonnenen Einsichten nutzte er für sein 2015 veröffentlichtes Buch Unter Bankern. Auf Vorträgen wirbt Luyendijk für das an diesem komplexen Thema erprobte journalistische Modell, das Publikum über einen längeren Zeitraum an der Lernkurve des Autors zu beteiligen.

## Publikationen
- Die Kinder der Midaq-Gasse. Ein Jahr Kairo (Een goede man slaat soms zijn vrouw). 1998, ISBN 3-434-53050-9.
- Een tipje van de sluier. 2001, ISBN 978-90-5759-094-8.
- Wie im echten Leben. Von Bildern und Lügen in Zeiten des Krieges (Het zijn net mensen). 2006, ISBN 3-932170-25-3.
- Het maakbare nieuws (Antwoord op Joris Luyendijk). (Zusammenarbeit), 2008, ISBN 90-5018-918-0.
- Je hebt het niet van mij, maar... (Een maand aan het binnenhof). 2010, ISBN 90-5759-425-0.
- Dit kan niet waar zij. Joris Luyendijk onder bankiers. 2015, ISBN 978-90-450-2816-3.
  - Unter Bankern. Eine Spezies wird besichtigt. Übersetzung Anne Middelhoek. Stuttgart : Tropen, 2015, ISBN 978-3-608-50338-8.